# Run (álbum)
Run é o sexto álbum da banda japonesa de hard rock B'z, lançado em 28 de outubro de 1992 pela BMG Japan. Vendeu 2.196.660 cópias no total, chegando à 1ª colocação da Oricon Albums Chart.

## Faixas
Todas as letras escritas por Koshi Inaba, todas as músicas compostas por Tak Matsumoto.
| N.º            | Título                                                    | Duração |  |
| 1.             | "The Gambler"                                             | 5:26    |  |
| 2.             | "Zero"                                                    | 4:48    |  |
| 3.             | "Akai Kagerou" (紅い陽炎)                                 | 4:56    |  |
| 4.             | "Run"                                                     | 3:50    |  |
| 5.             | "Out Of Control"                                          | 3:53    |  |
| 6.             | "Native Dance"                                            | 4:45    |  |
| 7.             | "Mr. Rolling Thunder"                                     | 4:31    |  |
| 8.             | "Sayonara Nanka wa Iwasenai" (さよならなんかは言わせない) | 4:28    |  |
| 9.             | "Gekkou" (あ月光)                                         | 5:30    |  |
| 10.            | "Baby, You're My Home"                                    | 4:02    |  |
| Duração total: | Duração total:                                            | 46:34   |  |

## Ficha técnica
- Koshi Inaba - vocais
- Tak Matsumoto - guitarra